# Université Carroll
L'université Carroll (en anglais : Carroll University) est une université américaine située à Waukesha dans le Wisconsin.

## Historique
Fondée en 1846 sous le nom de Carroll College, c'est une université d'arts libéraux. L'établissement porte le nom de Charles Carroll de Carrollton.